# ديرالحسي (حجة)
ديرالحسي هي إحدى قرى الجمهورية اليمنية. تتبع جغرافيا لمحافظة حجة وإداريًا لمديرية عبس. يبلغ تعداد سكانها 6015 نسمة حسب الإحصاء الذي أجري عام 2004.